# Преяц, Миливой
Миливой Преяц (хорв. Milivoj Prejac; 17 августа 1884, Десинич, Крапинско-Загорская жупания — 11 мая 1972, Загреб) — югославский математик, физик и преподаватель. Известен тем, что в годы давления югославского правительства на Загребский университет смог сохранить в нём преподавание технических дисциплин.

## Биография
Миливой Преяц родился на севере Хорватии в городе Десинич. В возрасте 22 лет он окончил Королевский университет в Загребе, в котором, семью годами позже он получил степень доктора технических наук за диссертацию по теме «Теория электрона». После присвоения учёной степени Преяц решил связать свою жизнь с преподавательской деятельностью и отправился в Бьеловар, где занял должность профессора в одной из городских гимназий. В 1919 году он вернулся в хорватскую столицу для того, чтобы занять пост профессора в Высшей технической школе, в которой спустя три года работы Преяц добился повышения до должности декана одного из факультетов. После преобразования Высшей технической школы в Технический факультет Загребского университета и интеграции вуза в систему образования Югославии, правительство СФРЮ неоднократно предпринимало попытки сократить или вовсе свести на нет преподавание в нём технических наук, однако Миливой Преяц стал одним из тех профессоров, кто смог отстоять наличие этой дисциплины в университете. За более чем два десятка лет работы в Загребском университете Преяц стал известен не только как преподаватель, но и как автор нескольких трудов по механике, переиздававшихся вплоть до его ухода в отставку в 1945 году.